# Le Drame de l'humanisme athée
Le Drame de l'humanisme athée est l'un des ouvrages les plus connus d'Henri de Lubac, théologien jésuite et cardinal du XXe siècle. Dans ce qui est considéré comme son œuvre majeure, écrite en 1944 et plusieurs fois rééditée, l'auteur  analyse les fondements philosophiques de l’athéisme contemporain à travers les figures de Feuerbach, Marx, Nietzsche et Comte. Il conclut son analyse avec l’écrivain orthodoxe Dostoïevski, qui représente d'après lui un antidote à cet athéisme.

« On ne raconte pas Le Drame de l’humanisme athée : on  s’en souvient, avec émotion encore, et gratitude »

## Genèse de l'ouvrage
Le Drame de l'humanisme athée ne se présente pas comme un ouvrage systématique, mais plutôt comme un ensemble d'études ordonnées selon un dessein prémédité. La plus grande partie des chapitres est en fait une série d'articles publiés entre 1942 et 1943 dans la revue Cité Nouvelle, qui a remplacé la revue Études des jésuites pendant l'Occupation. Ces articles étaient publiés en alternance avec des réflexions théologiques inactuelles. Bien que consacrés à des philosophes du XIXe siècle, ils ont tenu compte des circonstances de la guerre. La présentation de l'ouvrage indique que tout en passant la censure, ces articles infléchissaient le cap vichyste de la revue. Le troisième chapitre de l'étude sur Dostoïevski, “l'expérience de l'éternité”, semble tenir compte de l'imminence de la défaite du Reich : il y a une allusion à Moeller van den Brück, et la mission des grands peuples est mise en avant. En fait, c'est la deuxième partie sur Comte qui a subi le plus de changements. Les articles étaient consacrés à Proudhon, mais l'athéisme de ce dernier n'était pas un antithéisme. La pensée de Comte convenait mieux à l'ouvrage, en dépit de la faible audience de la religion positiviste, qu'Henri de Lubac a malgré tout prise au sérieux.

## Résumé de l’œuvre
Contrairement à l'athéisme classique, l'athéisme contemporain se veut positif, organique et constructif. Au début du XXe siècle, ses trois visages principaux sont le positivisme, le marxisme et l'humanisme nietzschéen. Bien qu'opposés entre eux, ils ont un fondement commun dans le rejet de Dieu. S'ils ne veulent pas ignorer la situation spirituelle de leur temps, les chrétiens doivent assimiler ces doctrines athées, et notamment la pensée de Nietzsche, qui offre des ressources d'une grande richesse.

## Plan de l'ouvrage

### Le drame de l'humanisme athée
Cette première partie se compose de trois chapitres. Le premier établit une filiation de Feuerbach à Nietzsche, en étudiant chez eux la forme la plus radicale du discours athée. L'existence de Dieu n'est pas simplement niée ; c'est le discours sur Dieu qui devient une projection humaine et faible. Dans l'élan de la naissance de la sociologie, la religion est considérée exclusivement sous son aspect social. Henri de Lubac voit dans le prolongement de cette vision sur la religion et sur Dieu la dissolution de l'homme. Le deuxième chapitre met en regard Nietzsche et Kierkegaard. Un temps, Nietzsche avait été fasciné par ce philosophe croyant, qui refusait la pesanteur sociale de la religion. C'est aussi l'occasion pour Henri de Lubac de reconnaître des errements dans le catholicisme de l'époque. Le dernier chapitre est une réflexion sur le combat spirituel, où l'auteur convoque Nietzsche. L'auteur définit aussi l'esprit du christianisme en opposition à ce qu'en a dit ce dernier.

« Quoi qu'il en soit de ces antécédents, le sens que Nietzsche attache à cette expression de la « mort de Dieu » est nouveau. Elle n'est pas dans sa bouche un simple constat. Elle n'est pas non plus une lamentation ni un sarcasme. Elle traduit une option. « Maintenant, dit Nietzsche, c'est notre goût qui décide contre le christianisme, ce ne sont pas des arguments. » Elle est un acte. Acte aussi net, aussi brutal que l'est celui d'un meurtrier. »

— Henri de Lubac

### Auguste Comte et le christianisme
La seconde partie de l'ouvrage comporte aussi trois chapitres, où en plus de Comte sont parfois abordés Charles Maurras et surtout Saint-Simon, son précurseur. Le premier chapitre est une analyse de l'athéisme comtien : ce qu'est la loi des trois états, comment est perçu le monothéisme dans la doctrine comtienne et comment Dieu doit être remplacé par l'Humanité. Le second chapitre tente de comprendre l'opposition qu'établit Auguste Comte entre le christianisme et le catholicisme, alors que pour l'auteur, cette opposition n'a pas lieu d'être. La « Sainte Alliance » que veut établir Comte avec le catholicisme est décryptée. Le dernier chapitre étudie les différentes transpositions du positivisme par rapport au catholicisme : le sacerdoce pour les savants et la sociocratie, auxquels Henri de Lubac ajoute le despotisme spirituel qu'il applique à Auguste Comte.

« Tout le christianisme était, en fin de compte, une espérance du royaume des cieux. Tout le positivisme est, en fin de compte, une organisation du royaume de la terre. Il serait donc vain d'y vouloir distinguer une partie religieuse et une partie politique : la politique, au sens large du mot, est le tout de cette religion, elle constitue le « but définitif du dogme et du culte, ainsi préservés de toute déviation ascétique ou quiétiste, suivant l'impulsion du véritable amour ». Si l'avènement de la sociologie est l'élévation « de la politique au rang des sciences d'observation », l'avènement de la sociocratie sera la consécration religieuse de cette même politique. »

— Henri de Lubac

### Dostoïevski prophète
La dernière partie sur Dostoïevski suit le même mouvement en trois chapitres. Le premier est une confrontation avec Nietzsche, où Henri de Lubac démontre que les deux penseurs ont vécu le même gouffre intérieur face à la question de l'existence de Dieu, avant de prendre deux options opposées. Dostoïevski devient en quelque sorte l’antidote de Nietzsche. Suivent alors dans le second chapitre des analyses de personnages de l'œuvre de l'écrivain, sur les thèmes de l'homme-dieu, du palais de cristal et de la tour de Babel. Ces thèmes décrivent trois idéaux sans Dieu : l'idéal spirituel de l'individu qui s'élève au-dessus des lois, l'idéal social révolutionnaire qui veut assurer sans Dieu le bonheur de l'homme, et l'idéal philosophique qui repousse tout mystère. Le troisième chapitre invite le lecteur à l'espérance par la recension de textes de l'écrivain qui viennent toucher le mystère de l’éternité et exposent comment il peut être approché dès ici-bas.

« “Où Nietzsche pressent un apogée, Dostoïevski ne prévoit qu'une faillite.” Ces deux hommes “ont vu se scinder en deux le chemin qui part de l'homme” et, tandis que l'un devait céder à la séduction de la voie qui prétend mener à l'homme devenu dieu, au “surhomme”, l'autre s'est engagé sur le chemin au bout duquel on trouve le Dieu fait homme. »

— Henri de Lubac

## Édition
- Le Drame de l'humanisme athée, Spes, 1944. Réédition : Œuvres complètes II, Cerf, 1998.